# Osnovna šola Valentina Vodnika
Osnovna šola Valentina Vodnika je osnovna šola, ki se nahaja v Zgornji Šiški (Ljubljana) na dveh lokacijah: Adamičeva 16 (predmetna stopnja) in Vodnikova 162 (razredna stopnja).
Poimenovana je po slovenskem književniku Valentinu Vodniku, ki je živel na bližnji Vodnikovi domačiji.

## Zgodovina

### Stara zgradba
Staro zgradbo so odprli 3. oktobra 1929, pri čemer sta bili v zgradbi nastanjeni osnovna (II. državna mešana ljudska šola Zgornja Šiška) in meščanska šola (II. državna mešana meščanska šola). Potem ko je bila leta 1935 Zgornja Šiška priključena Ljubljani, sta bili šoli preimenovani (II. državna mešana ljudska šola Valentina Vodnika v Ljubljani in II. državna mešana meščanska šola Valentina Vodnika v Ljubljani). Po drugi svetovni vojni je bila meščanska šola ukinjena in tu ustanovljena Državna nižja gimnazija Ljubljana Zgornja Šiška; naslednje leto (1946) je bila gimnazija preimenovana v XI. gimnazija Ljubljana. Leta 1970 so ob stari zgradbi zgradili novo in od takrat se v stari zgradbi nahajajo nižji razredi osnovne šole.

### Nova zgradba
Nova zgradba je bila odprta leta 1970 in od takrat se tu nahajajo višji razredi osnovne šole.

## Znani ljudje
Učitelji
- Pavel Kunaver[2]
- France Ostanek[2]

Učenci
- Mateja Svet
- Zoran Janković[3]
- Ermin Šiljak
- Jernej Damjan
- Tjaša Kysselef
- Andraž Šporar